# سيباستيان باربيريس
سيباستيان باربيريس هو لاعب كرة قدم سويسري في مركز الوسط، ولد في 31 مايو 1972 في سيون في سويسرا. لعب مع نادي بازل ونادي سيرفيت ونادي لوزان.

## وصلات خارجية
- سيباستيان باربيريس على موقع قاعدة بيانات كرة القدم.إي يو (الإنجليزية)
- سيباستيان باربيريس على موقع بيانات كرة القدم. دي إي (الألمانية)